# Full Gear 2020
Full Gear 2020 è stato un evento in pay-per-view di wrestling prodotto dalla All Elite Wrestling, svoltosi il 7 novembre 2020 al Daily's Place di Jacksonville.

## Storyline
Durante le puntate di AEW Dynamite antecedenti a Full Gear venne svolto un piccolo Torneo per decretare il prossimo Contendente all'AEW World Championship. Si ritrovano in Finale i due ex amici Kenny Omega ed Adam Page, che persero gli AEW World Tag Team Championship contro gli FTR ad All Out.
Lance Archer vinse la Casino Battle Royal di Double or Nothing, ottenendo un'opportunità per l'AEW World Championship detenuto da Jon Moxley. I due si affrontarono nel Main Event di una puntata di AEW Dynamite, e Moxley mantenne. Dopo il Match, Moxley venne attaccato da Eddie Kingston, che chiese un Match all'ex Dean Ambrose. Con l'avanzare delle settimane, venne deciso che la contesa avrebbe dovuto essere un I Quit Match.

## Risultati
| #     | Match                                                         | Stipulazioni                                         | Durata |
| ----- | ------------------------------------------------------------- | ---------------------------------------------------- | ------ |
| BuyIn | Serena Deeb ha sconfitto Allysin Kay per sottomissione        | Single match                                         | 10:25  |
| 1     | Kenny Omega ha sconfitto Adam Page                            | Single match                                         | 16:25  |
| 2     | Orange Cassidy ha sconfitto John Silver                       | Single match                                         | 9:40   |
| 3     | Darby Allin ha sconfitto Cody Rhodes (c) (con Arn Anderson)   | Single match per l'AEW TNT Championship              | 17:00  |
| 4     | Hikaru Shida (c) ha sconfitto Nyla Rose (con Vickie Guerrero) | Single match per l'AEW Women's World Championship    | 14:10  |
| 5     | The Young Bucks hanno sconfitto gli FTR (c)                   | Tag team match per l'AEW World Tag Team Championship | 28:35  |
| 6     | Matt Hardy ha sconfitto Sammy Guevara                         | Elite delition match                                 | 19:39  |
| 7     | MJF (con Wardlow) ha sconfitto Chris Jericho (con Jake Hager) | Single match                                         | 16:10  |
| 8     | Jon Moxley (c) ha sconfitto Eddie Kingston                    | I quit match per l'AEW World Championship            | 17:35  |